# 자유 낙하

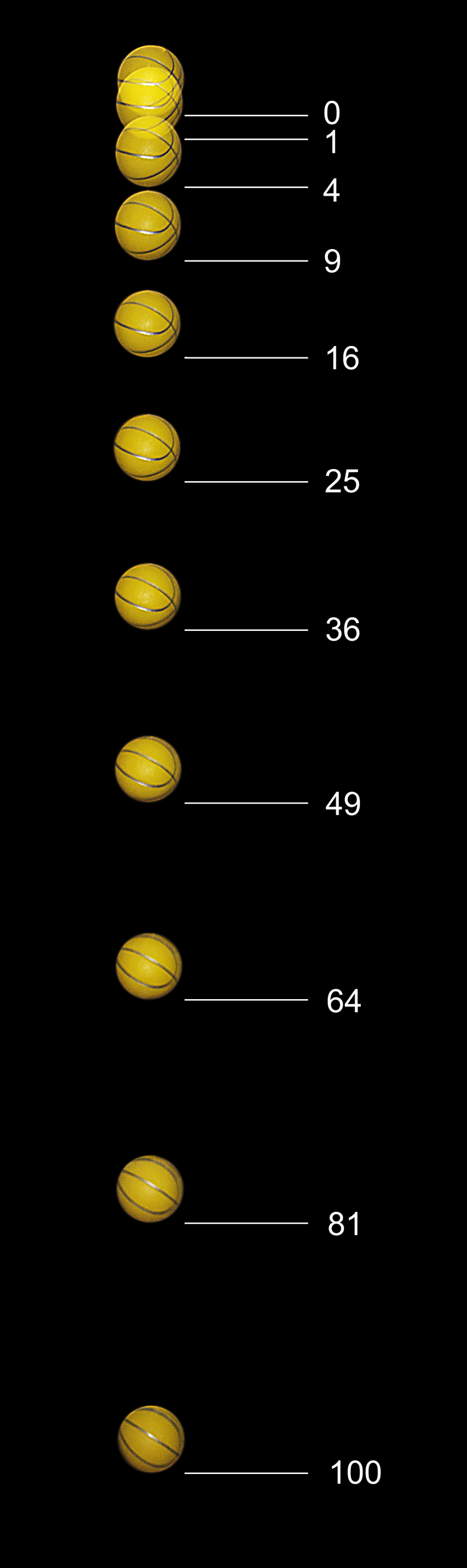
농구공의 자유낙하.

자유 낙하(自由落下, 영어: free fall)는 어떠한 물체가 힘을 만유인력만 받아 일정한 가속도로 운동하는 상태를 가리킨다.

## 중력에 의한 자유 낙하 운동
일반적으로 자유낙하운동은 물체가 지표 부근에서 오직 중력만을 받으며 낙하하는 운동을 말한다. 완벽한 자유낙하는 다른 외력이 전혀 존재해서는 안되지만 현실에서는 공기저항이나 지구의 자전에 의한 관성력과 같은 다른 힘을 받게 된다. 또한, 엄밀히 말해서 뉴턴의 만유인력을 적용하면 지구의 중력은 지구 중심에서 지표보다 떨어져 있을 경우 중심거리의 제곱에 반비례한다.
{\displaystyle {\mathcal {F}}=G{Mm \over r^{2}}}   G: 만유인력상수, M : 지구질량, m : 물체질량, r : 중심거리
중력 가속도(g)는 다음과 같다.
{\displaystyle g=G{M \over r^{2}}}
즉, 거리에 따라 가속도 값이 달라진다. 그러나 일반적으로 우리가 관찰하는 물체는 지구 전체 크기로 보았을 때 낙하하고 있다고 해도 거리 변화가 거의 없는 것이나 마찬가지로 가속도 역시 일정하다고 할 수 있다. 지표에서 가속도는
{\displaystyle g=9.8{\text{m/s}}^{2}=32.2{\text{ft/s}}^{2}}
으로 일정하다고 본다.

## 속도와 변위
질량을 가진 물체의 속도는 가속도를 시간에 대해 적분한 값으로 구할 수 있다. 이 경우에는 가속도가 상수함수의 꼴이므로 적분하면
{\displaystyle v=v_{0}+gt}
그러나 초기 속도 v_0가 0임을 고려하면
{\displaystyle v=gt}
이다.
가속도를 적분하여 속도를 구했듯이 속도를 적분하면 변위를 구할 수 있다. 변위를 구할 때 유의할 점은 어디를 +방향으로 잡을 것인가 그리고 처음 변위는 얼마인가이다. 처음 변위를 {\displaystyle S_{0}} 라 하고 중력 방향을 +로 놓자(사실 어느 방향을 +로 놓는지는 상관이 없다). 속도를 시간에 대해 적분하면 적분상수는 처음 변위인 {\displaystyle S_{0}}가 되므로
{\displaystyle S=S_{0}+{1 \over 2}{gt^{2}}}
라 할 수 있다.

## 평면에서 자유 낙하 운동
평면에서 xy좌표 평면을 생각할 때 중력이 -y방향으로 작용한다고 가정하자. 임의의 질량을 가진 물체가 x축 방향으로 등속운동을 한다면 중력의 영향을 받아 어떻게 운동할까?
x, y축의 운동은 서로 별개의 운동으로 생각해 줄 수 있다. x축 방향의 운동 상태가 어떠하던지 y축 방향의 운동( 여기서는 자유낙하 운동이라 하자)에는 영향을 주지 못한다. y축 방향은 중력에 의해 계속 가속되지만 x축 방향은 가속도가 0인 것이다.

## 같이 보기
- 낙체의 법칙
- 저중력 항공기
- 종단속도
- 무중량상태